# Bulbophyllum astelidum
Bulbophyllum astelidum é uma espécie de orquídea (família Orchidaceae) pertencente ao gênero Bulbophyllum. Foi descrita por Leonid V. Averyanov em 1994.